# Charlie Buchan
Charles Murray Buchan, född 22 september 1891, död 25 juni 1960, var en engelsk fotbollsspelare och journalist.

## Spelarkarriär

### Tidig karriär
Buchan började att spela fotboll som amatör för den lokala klubben Woolwich Arsenal i december 1909. Efter att ha imponerat i reservlaget gick han till Northfleet United då Arsenals tränare George Morrell inte hade råd att skriva ett proffskontrakt med Buchan, där han spelade säsongen 1909/1910. I klubben vann han Kent Senior Cup, Kent League samt Thames och Medways kombinationsmedaljer. Följande säsong skrev han på för Southern League-klubben Leyton FC; därifrån han i mars 1911 blev värvad av Sunderland.

### Sunderland
Buchan var en lång och elegant central anfallare som var mycket framgångsrik i Wearside klubben. Sunderland vann First Division 1912/1913 och var nära att även vinna dubbeln, dock förlorade de FA-cupfinalen med 1–0 mot Aston Villa. Ofta beskriven som den bästa fotbollsspelare i landet, var Buchan Sunderlands bästa målskytt i sju av de åtta säsongerna mellan 1912/1913 och 1923/1924 (förutom krigstidssäsongerna, när fotbollsligorna ej spelades). Han är Sunderlands genom tiderna bästa målskytt med 209 ligamål. Buchan blev dessutom uttagen i det engelska landslaget, där hans debut kom mot Irland den 15 februari 1913. Hans landslagsmatcher var begränsade på grund av kriget och han spelade endast sex landskamper och gjorde fyra mål.
Under första världskriget tjänstgjorde Buchan i Sherwood Foresters. Han belönades med en "Military Medal" och den 11 september 1918 blev han befordrad till tillfällig andra löjtnant inför de sista månaderna av kriget.
1925, när Buchan nästan var 34 år, skildes han och Sunderland åt. Hans plats i laget gick till en spelare som gjort minst 35 ligamål i varje av hans fyra säsonger på Roker Park, Dave Halliday, den mest produktiva målgöraren i klubbens historia.

### Arsenal
Buchan värvades tillbaka till Arsenal (som de numera kallades). Sunderlands tränare Bob Kyle krävde en betalning på 4 000 pund, men Arsenals tränar Herbert Chapman prutade ner honom till 2000 pund plus 100 pund per mål. Buchan gjorde dock 21 mål under sin första säsong, vilket tvingade Arsenal att betala 100 pund mer än vad Kyle ursprungligen ville ha. Buchan gjorde sin debut i Norra London-derbyt mot Tottenham Hotspur den 29 augusti 1925.
Lika viktigt som hans mål var, var även hans bidrag till Arsenal taktik, det var Buchan som kom på idén tillsammans med Chapman, som bildade Arsenals nya spelsystem "WM ", vilken utnyttjade den nya offsideregeln. 
Buchan var trots sin ålder ordinarie i Arsenals lag i tre säsonger. Han var lagkapten i Arsenal och ledde dem till deras allra första final i FA-cupen 1927, fast förlorade även denna gång, när Cardiff City slog Gunners med 1–0. Buchan slutade att spela fotboll i slutet av säsongen 1927/1928, där han gjorde 16 ligamål trots en ålder på 36 år. Sammanlagt gjorde han 56 mål på 120 matcher för Arsenal vilket gör han till den sjätte bästa målskytten i The Football League med 257 mål.

## Efter spelarkarriären
Efter att ha slutat med fotboll blev Buchan fotbollsjournalist för Daily News (senare News Chronicle), där han skrev en av de första tränarmanualerna och var kommentator på BBC. 1947 var han en av grundarna till Football Writers' Association och från i september 1951 fram till sin död, redigerade han i sin egen fotbollstidning, Charles Buchan's Football Monthly som fortsatte fram till i juni 1974 – 14 år efter Buchans död.
Han publicerade sin självbiografi, "A Lifetime in Football" 1955. Han dog 1960 vid 68 års ålder, när han var på semester i Monte Carlo.

## Meriter
Sunderland
- The Football League mästare: 1912/1913
- FA-cupen finalist: 1913

Arsenal
- FA-cupen finalist: 1927